# Ramón Esono Ebalé
Ramón Esono Ebalé   (Micomeseng, 22 de novembre de 1977) Ramón Nse Esono Ebale és un il·lustrador i autor de còmic equatoguineà. Signa amb el pseudònim de «Jamón y Queso».

## Biografia
Autodidacta, va rebre formació en dibuix al Centre Cultural d'Espanya en Malabo. Ha guanyat premis com el Regarde 9, al Festival del Còmic d'Angulema i el de la revista Àfrica i Mediterrània a Bolonya. A internet ha impulsat el webzine Las Locuras de Jamón y Queso i l'emissora virtual Locos TV. Ha participat en la pel·lícula Un día vi 10.000 elefantes i va viure a l'exili al Paraguai i El Salvador.
En 2014 dibuixa La pesadilla de Obi, novel·la gràfica finançada per l'ONG EGJustice i inspirada i crítica amb la figura de Teodoro Obiang, dictador de Guinea Equatorial. El setembre de 2017 va ser detingut a Malabo per haver il·lustrat el còmic, fou empresonat sense proves a la Presó Playa Negra, i alliberat sis mesos després.
Amb motiu del Dia Internacional de l'Escriptor Perseguit, Ramón Esono Ebale fou guardonat l'any 2018 amb el Premi Veu Lliure per part del PEN català.